# Lijst van gebieden in het National Park System van de Verenigde Staten
Het National Park System van de Verenigde Staten is de verzameling van eigendommen in het bezit of in beheer door de National Park Service, een federaal agentschap onder het ministerie van Binnenlandse Zaken dat bevoegd is met het beheer van die eigendommen. De bekendste gebieden in het National Park System zijn de nationale parken en monumenten. Daarnaast bestaan er verschillende andere types; zie National Park Service voor een schematisch overzicht.
Sinds 2011 zijn er 397 "eenheden" in het National Park System. Dit aantal is echter wat misleidend. Zo wordt Denali National Park and Preserve als twee eenheden geteld, daar waar het Fort Moultrie National Monument niet als een eenheid telt omdat het als onderdeel van het Fort Sumter National Monument gezien wordt.
De National Park Service levert ook technische en financiële steun aan verschillende "affiliated areas" die als dusdanig erkend zijn door het Amerikaans Congres. Ten slotte valt ook het National Register of Historic Places, de monumentenlijst van de federale overheid, onder het beheer van de National Park Service. Alle eenheden in het National Park System worden automatisch opgenomen in die lijst.

## National Preserves

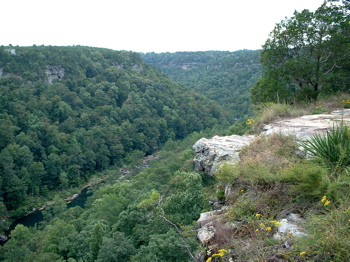
Little River Canyon National Preserve

| Naam                                                            | Locatie                     |
| --------------------------------------------------------------- | --------------------------- |
| Aniakchak National Monument and Preserve                        | Alaska                      |
| Bering Land Bridge National Preserve                            | Alaska                      |
| Big Cypress National Preserve                                   | Florida                     |
| Big Thicket National Preserve                                   | Texas                       |
| Craters of the Moon National Monument and Preserve              | Idaho                       |
| Denali National Park and Preserve                               | Alaska                      |
| Gates of the Arctic National Park and Preserve                  | Alaska                      |
| Glacier Bay National Park and Preserve                          | Alaska                      |
| Great Sand Dunes National Park and Preserve                     | Colorado                    |
| Jean Lafitte National Historical Park and Preserve              | Louisiana                   |
| Katmai National Park and Preserve                               | Alaska                      |
| Lake Clark National Park and Preserve                           | Alaska                      |
| Little River Canyon National Preserve                           | Alabama                     |
| Mojave National Preserve                                        | Californië                  |
| Noatak National Preserve                                        | Alaska                      |
| Salt River Bay National Historical Park and Ecological Preserve | Amerikaanse Maagdeneilanden |
| Tallgrass Prairie National Preserve                             | Kansas                      |
| Timucuan Ecological and Historic Preserve                       | Florida                     |
| Yukon-Charley Rivers National Preserve                          | Alaska                      |
| Wrangell-St. Elias National Park and Preserve                   | Alaska                      |

## National Historical Parks
| Naam | Locatie                       |
| --- | ----------------------------- |
| Adams National Historical Park | Massachusetts                 |
| Appomattox Court House National Historical Park | Virginia                      |
| Boston National Historical Park | Massachusetts                 |
| Cane River Creole National Historical Park | Louisiana                     |
| Cedar Creek and Belle Grove National Historical Park | Virginia                      |
| Chaco Culture National Historical Park | New Mexico                    |
| Chesapeake and Ohio Canal National Historical Park | Maryland                      |
| Colonial National Historical Park - Cape Henry Memorial - Colonial Parkway - Jamestown National Historic Site (affiliated area) - Yorktown Battlefield - Yorktown National Cemetery | Virginia                      |
| Cumberland Gap National Historical Park | Kentucky, Tennessee, Virginia |
| Dayton Aviation Heritage National Historical Park | Ohio                          |
| George Rogers Clark National Historical Park | Indiana                       |
| Harpers Ferry National Historical Park | West Virginia                 |
| Hopewell Culture National Historical Park | Pennsylvania                  |
| Independence National Historical Park - Benjamin Franklin National Memorial (affiliated area) - Deshler-Morris House - Gloria Dei (Old Swedes') Church National Historic Site (affiliated area) - Independence Hall - National Constitution Center - Thaddeus Kosciuszko National Memorial | Pennsylvania                  |
| Jean Lafitte National Historical Park and Preserve - Chalmette National Cemetery | Louisiana                     |
| Kalaupapa National Historical Park | Hawaï                         |
| Kaloko-Honokohau National Historical Park | Hawaï                         |
| Keweenaw National Historical Park | Michigan                      |
| Klondike Gold Rush National Historical Park | Alaska, Washington            |
| Lewis and Clark National and State Historical Parks - Fort Clatsop | Oregon, Washington            |
| Lowell National Historical Park | Massachusetts                 |
| Lyndon B. Johnson National Historical Park | Texas                         |
| Marsh-Billings-Rockefeller National Historical Park | Vermont                       |
| Minute Man National Historical Park | Massachusetts                 |
| Morristown National Historical Park | New Jersey                    |
| Natchez National Historical Park | Mississippi                   |
| New Bedford Whaling National Historical Park | Massachusetts                 |
| New Orleans Jazz National Historical Park | Louisiana                     |
| Nez Perce National Historical Park | Idaho                         |
| Pecos National Historical Park | New Mexico                    |
| Pu'uhonua O Honaunau National Historical Park | Hawaï                         |
| Rosie the Riveter/World War II Home Front National Historical Park | Californië                    |
| Salt River Bay National Historical Park and Ecological Preserve | Amerikaanse Maagdeneilanden   |
| San Antonio Missions National Historical Park | Texas                         |
| San Francisco Maritime National Historical Park | Californië                    |
| San Juan Island National Historical Park | Washington                    |
| Saratoga National Historical Park | New York                      |
| Sitka National Historical Park | Alaska                        |
| Tumacácori National Historical Park | Arizona                       |
| Valley Forge National Historical Park | Pennsylvania                  |
| War in the Pacific National Historical Park | Guam                          |
| Women's Rights National Historical Park | New York                      |

## National Historic Sites
| Naam                                                                     | Locatie                     |
| ------------------------------------------------------------------------ | --------------------------- |
| Abraham Lincoln Birthplace National Historic Site                        | Kentucky                    |
| Aleutian World War II National Historic Area (affiliated area)           | Alaska                      |
| Allegheny Portage Railroad National Historic Site                        | Pennsylvania                |
| Andersonville National Historic Site - Andersonville National Cemetery   | Georgia                     |
| Andrew Johnson National Historic Site - Andrew Johnson National Cemetery | Tennessee                   |
| Bent's Old Fort National Historic Site                                   | Colorado                    |
| Boston African American National Historic Site                           | Massachusetts               |
| Brown v. Board of Education National Historic Site                       | Kansas                      |
| Historic Camden Revolutionary War Site (affiliated area)                 | South Carolina              |
| Carl Sandburg Home National Historic Site                                | North Carolina              |
| Carter G. Woodson Home National Historic Site                            | Washington D.C.             |
| Charles Pinckney National Historic Site                                  | South Carolina              |
| Chicago Portage National Historic Site (affiliated area)                 | Illinois                    |
| Chimney Rock National Historic Site (affiliated area)                    | Nebraska                    |
| Christiansted National Historic Site                                     | Amerikaanse Maagdeneilanden |
| Clara Barton National Historic Site                                      | Maryland                    |
| Edgar Allan Poe National Historic Site                                   | Pennsylvania                |
| Edison National Historic Site                                            | Pennsylvania                |
| Eisenhower National Historic Site                                        | Pennsylvania                |
| Eleanor Roosevelt National Historic Site                                 | New York                    |
| Eugene O'Neill National Historic Site                                    | Californië                  |
| First Ladies National Historic Site                                      | Ohio                        |
| Ford's Theatre National Historic Site                                    | Washington D.C.             |
| Fort Bowie National Historic Site                                        | Arizona                     |
| Fort Davis National Historic Site                                        | Texas                       |
| Fort Laramie National Historic Site                                      | Wyoming                     |
| Fort Larned National Historic Site                                       | Kansas                      |
| Fort Point National Historic Site                                        | Californië                  |
| Fort Raleigh National Historic Site                                      | North Carolina              |
| Fort Scott National Historic Site                                        | Kansas                      |
| Fort Smith National Historic Site                                        | Arkansas                    |
| Fort Union Trading Post National Historic Site                           | North Dakota                |
| Fort Vancouver National Historic Site                                    | Washington                  |
| Frederick Douglass National Historic Site                                | Washington D.C.             |
| Frederick Law Olmsted National Historic Site                             | Massachusetts               |
| Friendship Hill National Historic Site                                   | Pennsylvania                |
| Gloria Dei (Old Swedes') Church National Historic Site (affiliated area) | Pennsylvania                |
| Golden Spike National Historic Site                                      | Utah                        |
| Grant-Kohrs Ranch National Historic Site                                 | Montana                     |
| Hampton National Historic Site                                           | Maryland                    |
| Harry S Truman National Historic Site                                    | Missouri                    |
| Herbert Hoover National Historic Site                                    | Iowa                        |
| Home of Franklin D. Roosevelt National Historic Site                     | New York                    |
| Hopewell Furnace National Historic Site                                  | Pennsylvania                |
| Hubbell Trading Post National Historic Site                              | Arizona                     |
| James A. Garfield National Historic Site                                 | Ohio                        |
| Jamestown National Historic Site (affiliated area)                       | Virginia                    |
| Jimmy Carter National Historic Site                                      | Georgia                     |
| John Fitzgerald Kennedy National Historic Site                           | Massachusetts               |
| John Muir National Historic Site                                         | Californië                  |
| Knife River Indian Villages National Historic Site                       | North Dakota                |
| Lincoln Home National Historic Site                                      | Illinois                    |
| Little Rock Central High School National Historic Site                   | Arkansas                    |
| Longfellow National Historic Site                                        | Massachusetts               |
| Lower East Side Tenement National Historic Site (affiliated area)        | New York                    |
| McLoughlin House National Historic Site (affiliated area)                | Oregon                      |
| Maggie L. Walker National Historic Site                                  | Virginia                    |
| Manzanar National Historic Site                                          | Californië                  |
| Martin Luther King, Jr. National Historic Site                           | Georgia                     |
| Martin Van Buren National Historic Site                                  | New York                    |
| Mary McLeod Bethune Council House National Historic Site                 | Washington D.C.             |
| Minuteman Missile National Historic Site                                 | South Dakota                |
| Nicodemus National Historic Site                                         | Kansas                      |
| Ninety Six National Historic Site                                        | South Carolina              |
| Palo Alto Battlefield National Historic Site                             | Texas                       |
| Pennsylvania Avenue National Historic Site                               | Washington D.C.             |
| Puukohola Heiau National Historic Site                                   | Hawaï                       |
| Sagamore Hill National Historic Site                                     | New York                    |
| Saint Croix Island International Historic Site                           | Maine                       |
| Saint Paul's Church National Historic Site                               | New York                    |
| Saint-Gaudens National Historic Site                                     | New Hampshire               |
| Salem Maritime National Historic Site                                    | Massachusetts               |
| San Juan National Historic Site                                          | Puerto Rico                 |
| Saugus Iron Works National Historic Site                                 | Massachusetts               |
| Sewall-Belmont House National Historic Site (affiliated area)            | Washington D.C.             |
| Springfield Armory National Historic Site                                | Massachusetts               |
| Steamtown National Historic Site                                         | Pennsylvania                |
| Theodore Roosevelt Birthplace National Historic Site                     | New York                    |
| Theodore Roosevelt Inaugural National Historic Site                      | New York                    |
| Thomas Cole National Historic Site (affiliated area)                     | New York                    |
| Thomas Stone National Historic Site                                      | Maryland                    |
| Touro Synagogue National Historic Site (affiliated area)                 | Rhode Island                |
| Tuskegee Airmen National Historic Site                                   | Alabama                     |
| Tuskegee Institute National Historic Site                                | Alabama                     |
| Ulysses S. Grant National Historic Site                                  | Missouri                    |
| Vanderbilt Mansion National Historic Site                                | New York                    |
| Washita Battlefield National Historic Site                               | Oklahoma                    |
| Weir Farm National Historic Site                                         | Connecticut                 |
| Whitman Mission National Historic Site                                   | Washington                  |
| William Howard Taft National Historic Site                               | Ohio                        |

### Van bestemming gewijzigdeNational Historic Sites
| Naam                                    | Stichting         | Wijziging          | Resultaat                            |
| --------------------------------------- | ----------------- | ------------------ | ------------------------------------ |
| Atlanta Campaign National Historic Site | 13 oktober, 1944  | 21 september, 1950 | Overgedragen aan de Staat Georgia.   |
| Mar-A-Lago National Historic Site       | 21 oktober, 1972  | 23 december, 1980  | teruggegeven aan Post Foundation.    |
| St. Thomas National Historic Site       | 24 december, 1960 | 5 februari, 1975   | Overgedragen aan de Maagdeneilanden. |

### VoorgesteldeNational Historic Sites
| Naam                                                             | Wet                                  |
| ---------------------------------------------------------------- | ------------------------------------ |
| Ronald Reagan Boyhood Home National Historic Site                | (Gemachtigd door Public Law 107-137) |
| Sand Creek Massacre National Historic Site                       | (Gemachtigd door Public Law 106-464) |
| William Jefferson Clinton Birthplace Home National Historic Site | (H.R. 4192)                          |

## National Battlefield Parks
| Naam                                        | Locatie  |
| ------------------------------------------- | -------- |
| Kennesaw Mountain National Battlefield Park | Georgia  |
| Manassas National Battlefield Park          | Virginia |
| Richmond National Battlefield Park          | Virginia |

## National Military Parks
| Naam                                                                                      | Locatie        |
| ----------------------------------------------------------------------------------------- | -------------- |
| Chickamauga and Chattanooga National Military Park                                        | Georgia        |
| Fredericksburg and Spotsylvania National Military Park - Fredericksburg National Cemetery | Virginia       |
| Gettysburg National Military Park - Gettysburg National Cemetery                          | Pennsylvania   |
| Guilford Courthouse National Military Park                                                | North Carolina |
| Horseshoe Bend National Military Park                                                     | Alabama        |
| Kings Mountain National Military Park                                                     | South Carolina |
| Pea Ridge National Military Park                                                          | Arkansas       |
| Shiloh National Military Park - Shiloh National Cemetery                                  | Tennessee      |
| Vicksburg National Military Park - Vicksburg National Cemetery                            | Mississippi    |

## National Battlefields
| Naam                                                                 | Locatie        |
| -------------------------------------------------------------------- | -------------- |
| Antietam National Battlefield - Antietam National Cemetery           | Maryland       |
| Big Hole National Battlefield                                        | Montana        |
| Cowpens National Battlefield                                         | South Carolina |
| Fort Donelson National Battlefield - Fort Donelson National Cemetery | Tennessee      |
| Fort Necessity National Battlefield                                  | Pennsylvania   |
| Monocacy National Battlefield                                        | Maryland       |
| Moores Creek National Battlefield                                    | North Carolina |
| Petersburg National Battlefield - Poplar Grove National Cemetery     | Virginia       |
| Stones River National Battlefield - Stones River National Cemetery   | Tennessee      |
| Tupelo National Battlefield                                          | Mississippi    |
| Wilson's Creek National Battlefield                                  | Tennessee      |

## National Battlefield Sites
| Naam                                         | Locatie     |
| -------------------------------------------- | ----------- |
| Brices Cross Roads National Battlefield Site | Mississippi |

## National Memorials

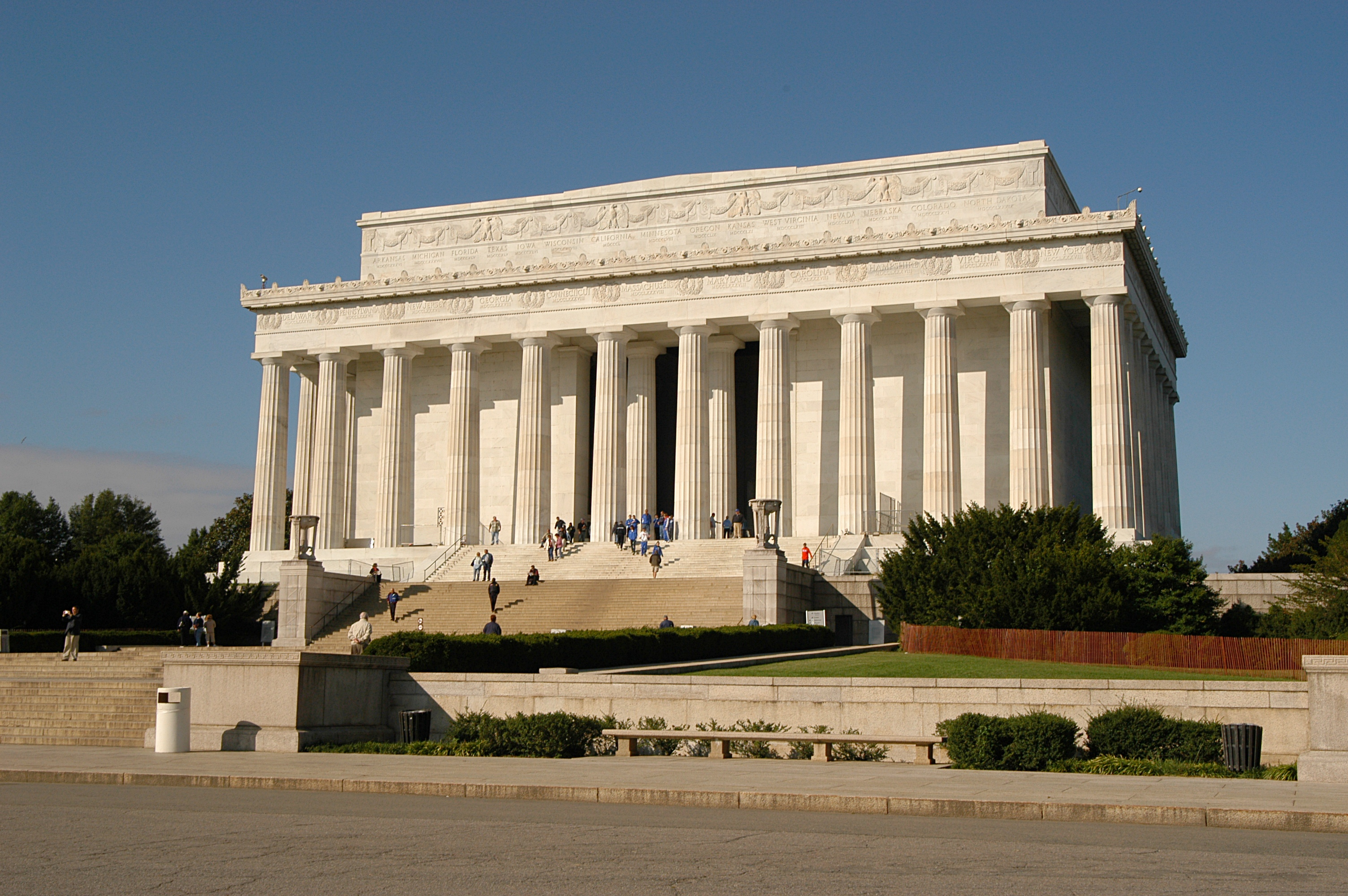
Lincoln Memorial

| Naam                                                                                    | Locatie              |
| --------------------------------------------------------------------------------------- | -------------------- |
| AIDS Memorial Grove National Memorial (affiliated area)                                 | Californië           |
| African American Civil War Memorial (affiliated area)                                   | Washington D.C.      |
| American Memorial Park (affiliated area)                                                | Noordelijke Marianen |
| Arkansas Post National Memorial                                                         | Arkansas             |
| Arlington House, The Robert E. Lee Memorial                                             | Virginia             |
| Benjamin Franklin National Memorial (affiliated area)                                   | Pennsylvania         |
| Cape Henry Memorial (affiliated area)                                                   | Virginia             |
| Chamizal National Memorial                                                              | Texas                |
| Coronado National Memorial                                                              | Arizona              |
| David Berger National Memorial (affiliated area)                                        | Ohio                 |
| De Soto National Memorial                                                               | Florida              |
| Father Marquette National Memorial (affiliated area)                                    | Michigan             |
| Federal Hall National Memorial                                                          | New York             |
| Flight 93 National Memorial                                                             | Pennsylvania         |
| Fort Caroline National Memorial                                                         | Florida              |
| Franklin Delano Roosevelt Memorial                                                      | Washington D.C.      |
| General Grant National Memorial                                                         | New York             |
| George Mason Memorial (affiliated area)                                                 | Washington D.C.      |
| Hamilton Grange National Memorial                                                       | New York             |
| Jefferson National Expansion Memorial                                                   | Missouri             |
| John Ericsson National Memorial (affiliated area)                                       | Washington D.C.      |
| Johnstown Flood National Memorial                                                       | Pennsylvania         |
| Korean War Veterans Memorial                                                            | Washington D.C.      |
| Lincoln Memorial                                                                        | Washington D.C.      |
| Lincoln Boyhood National Memorial                                                       | Indiana              |
| Lyndon Baines Johnson Memorial Grove on the Potomac                                     | Washington D.C.      |
| Mount Rushmore National Memorial                                                        | South Dakota         |
| National Japanese American Memorial To Patriotism During World War II (affiliated area) | Washington D.C.      |
| National World War II Memorial                                                          | Washington D.C.      |
| Oklahoma City National Memorial (affiliated area)                                       | Oklahoma             |
| Perry's Victory and International Peace Memorial                                        | Ohio                 |
| Port Chicago Naval Magazine National Memorial (affiliated area)                         | Californië           |
| Red Hill Patrick Henry National Memorial (affiliated area)                              | Virginia             |
| Roger Williams National Memorial                                                        | Rhode Island         |
| Thaddeus Kosciuszko National Memorial                                                   | Pennsylvania         |
| Theodore Roosevelt Island National Memorial                                             | Washington D.C.      |
| Thomas Jefferson Memorial                                                               | Washington D.C.      |
| United States Navy Memorial (affiliated area)                                           | Washington D.C.      |
| United States Marine Corps War Memorial (affiliated area)                               | Virginia             |
| USS Arizona Memorial                                                                    | Hawaï                |
| Vietnam Veterans Memorial                                                               | Washington D.C.      |
| Washington Monument                                                                     | Washington D.C.      |
| World War II Memorial                                                                   | Washington D.C.      |
| Wright Brothers National Memorial                                                       | North Carolina       |

### GewijzigdeNational Memorials
| Naam                                | Stichting         | Wijziging          | Resultaat                          |
| ----------------------------------- | ----------------- | ------------------ | ---------------------------------- |
| New Echota Marker National Memorial | 10 augustus, 1933 | 21 september, 1950 | Overgedragen aan de Staat Georgia. |

### VoorgesteldeNational Memorials
| Naam                                      | Wet                                  |
| ----------------------------------------- | ------------------------------------ |
| Adams Memorial                            | (Gemachtigd door Public Law 107-62)  |
| Dwight D. Eisenhower Memorial             | (Gemachtigd door Public Law 107-117) |
| Martin Luther King, Jr. National Memorial | (Gemachtigd door Public Law 104-333) |
| Mount Soledad National Memorial           | (Gemachtigd door Public Law 108-447) |

## National Recreation Areas
| Naam                                                                                | Locatie                  |
| ----------------------------------------------------------------------------------- | ------------------------ |
| Amistad National Recreation Area                                                    | Texas                    |
| Big South Fork National River and Recreation Area                                   | Kentucky, Tennessee      |
| Bighorn Canyon National Recreation Area                                             | Montana, Wyoming         |
| Boston Harbor Islands National Recreation Area                                      | Massachusetts            |
| Chattahoochee River National Recreation Area                                        | Georgia                  |
| Chickasaw National Recreation Area                                                  | Oklahoma                 |
| Curecanti National Recreation Area                                                  | Colorado                 |

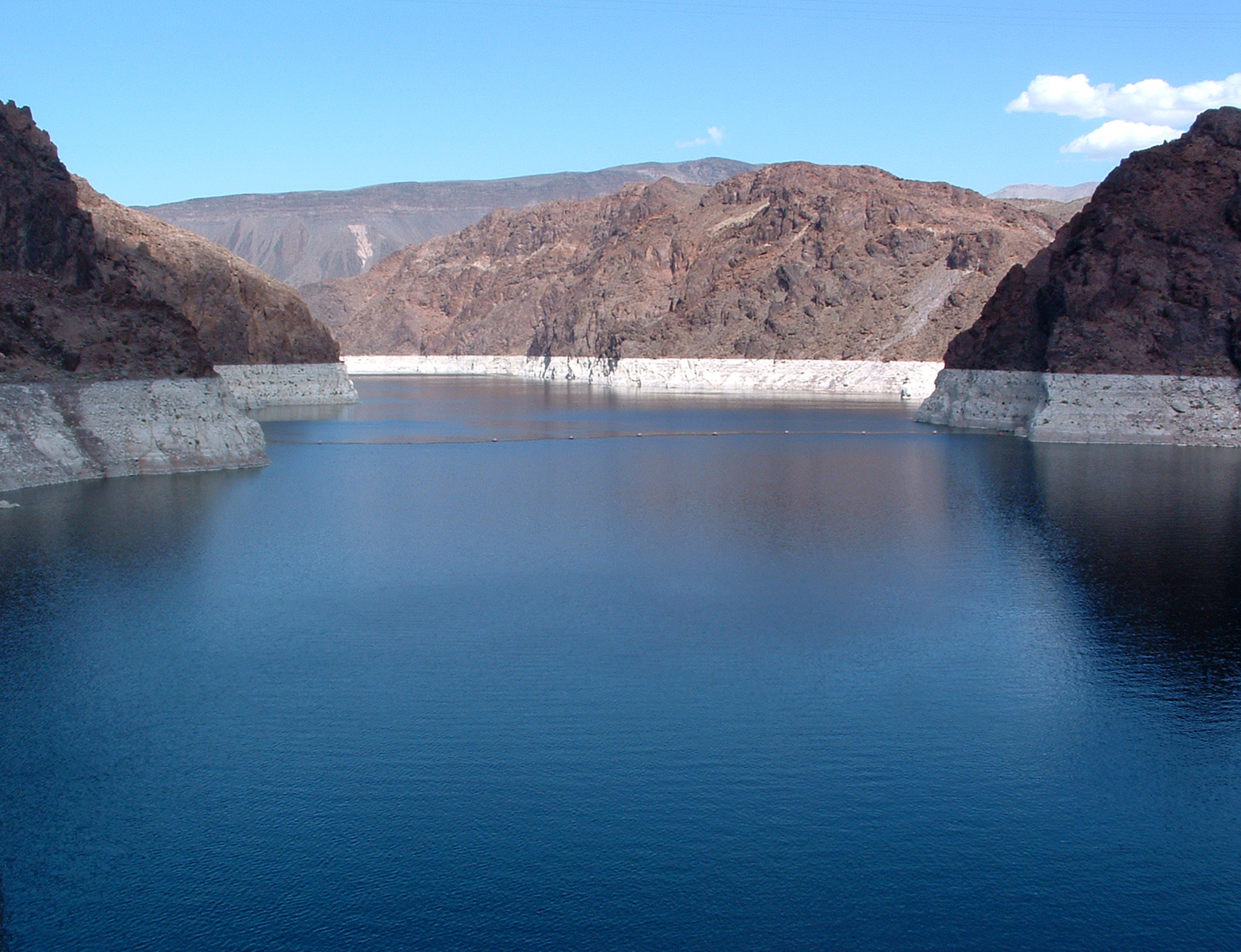
Lake Mead National Recreation Area

| Delaware Water Gap National Recreation Area - Middle Delaware National Scenic River | New Jersey, Pennsylvania |
| Gateway National Recreation Area                                                    | New York, New Jersey     |
| Gauley River National Recreation Area                                               | West Virginia            |
| Glen Canyon National Recreation Area                                                | Utah, Arizona            |
| Golden Gate National Recreation Area - Alcatraz Island - Presidio of San Francisco  | Californië               |
| Lake Chelan National Recreation Area                                                | Washington               |
| Lake Mead National Recreation Area - Grand Canyon-Parashant National Monument       | Nevada, Arizona          |
| Lake Meredith National Recreation Area                                              | Texas                    |
| Lake Roosevelt National Recreation Area                                             | Washington               |
| Mississippi National River and Recreation Area                                      | Minnesota                |
| Ross Lake National Recreation Area                                                  | Washington               |
| Santa Monica Mountains National Recreation Area                                     | Californië               |
| Whiskeytown National Recreation Area                                                | Californië               |

### GewijzigdeNational Recreation Areas
| Naam                               | Stichting         | Wijziging        | Resultaat                                         |
| ---------------------------------- | ----------------- | ---------------- | ------------------------------------------------- |
| Cuyahoga Valley National Rec. Area | 27 december, 1974 | 11 oktober, 2000 | Omgevormd tot Cuyahoga Valley National Park.      |
| Shasta Lake Recreation Area        | 22 mei, 1945      | 1 juli, 1948     | Overgedragen aan de Forest Service.               |
| Lake Texoma Recreation Area        | 18 april, 1946    | 30 juni, 1949    | Teruggegeven aan de U.S. Army Corps of Engineers. |
| Millerton Lake Recreation Area     | 22 mei, 1945      | 1 november, 1957 | Overgedragen aan de staat Californië.             |
| Flaming Gorge Recreation Area      | 22 juli, 1963     | 1 oktober, 1968  | Overgedragen aan de Forest Service.               |
| Shadow Mountain Recreation Area    | 27 juni, 1952     | 1 maart, 1979    | Overgedragen aan de Forest Service.               |

## National Seashores
| Naam                                | Locatie                       |
| ----------------------------------- | ----------------------------- |
| Assateague Island National Seashore | Maryland, Virginia            |
| Canaveral National Seashore         | Florida                       |
| Cape Cod National Seashore          | Massachusetts                 |
| Cape Hatteras National Seashore     | North Carolina                |
| Cape Lookout National Seashore      | North Carolina                |
| Cumberland Island National Seashore | Georgia                       |
| Fire Island National Seashore       | New York                      |
| Gulf Islands National Seashore      | Florida, Alabama, Mississippi |
| Padre Island National Seashore      | Texas                         |
| Point Reyes National Seashore       | Californië                    |

## National Lakeshores
| Naam                                   | Locatie   |
| -------------------------------------- | --------- |
| Apostle Islands National Lakeshore     | Wisconsin |
| Indiana Dunes National Lakeshore       | Indiana   |
| Pictured Rocks National Lakeshore      | Michigan  |
| Sleeping Bear Dunes National Lakeshore | Michigan  |

## National Rivers
Hier volgen de Nationale Rivieren (en soortgelijke) bestuurd als aparte eenheden van het Nationale Park Systeem. Er zijn ook enkele National Wild and Scenic Rivers beheerd als een deel van het park door welke ze stromen. Andere worden beheerd door het Bureau of Land Management, U.S. Forest Service, U.S. Fish and Wildlife Service en verscheidene staats- of lokale diensten.
| Naam                                              | Locatie                  |
| ------------------------------------------------- | ------------------------ |
| Alagnak Wild River                                | Alaska                   |
| Big South Fork National River and Recreation Area | Kentucky, Tennessee      |
| Bluestone National Scenic River                   | West Virginia            |
| Buffalo National River                            | Arkansas                 |
| Great Egg Harbor Scenic and Recreational River    | New Jersey               |
| Middle Delaware National Scenic River             | New Jersey, Pennsylvania |
| Mississippi National River and Recreation Area    | Minnesota                |
| Missouri National Recreational River              | Nebraska, South Dakota   |
| New River Gorge National River                    | West Virginia            |
| Niobrara National Scenic River                    | Nebraska                 |
| Obed Wild and Scenic River                        | Tennessee                |
| Ozark National Scenic Riverways                   | Missouri                 |
| Rio Grande Wild and Scenic River                  | Texas                    |
| Saint Croix National Scenic Riverway              | Wisconsin, Minnesota     |
| Upper Delaware Scenic and Recreational River      | New York, Pennsylvania   |

## National Reserves
| Naam                                                    | Locatie    |
| ------------------------------------------------------- | ---------- |
| City of Rocks National Reserve                          | Idaho      |
| Ebey's Landing National Historical Reserve              | Washington |
| New Jersey Pinelands National Reserve (affiliated area) | New Jersey |

## National Parkways
| Naam | Locatie                         |
| --- | ------------------------------- |
| Baltimore-Washington Parkway (affiliated area) | Maryland, Washington D.C.       |
| Blue Ridge Parkway | Virginia, North Carolina        |
| Colonial Parkway (part of Colonial National Historical Park)                                                                                      | Virginia                        |
| George Washington Memorial Parkway - Claude Moore Colonial Farm - Glen Echo Park - Great Falls Park - Theodore Roosevelt Island National Memorial | Virginia                        |
| John D. Rockefeller, Jr. Memorial Parkway | Wyoming                         |
| Natchez Trace Parkway | Mississippi, Alabama, Tennessee |
| Oxon Run Parkway (affiliated area) | Virginia                        |
| Rock Creek and Potomac Parkway (affiliated area)                                                                                                  | Washington D.C.                 |
| Suitland Parkway (affiliated area) | Maryland                        |

## National Historic and Scenic Trails
| Naam                                                                                  | Locatie                        |
| ------------------------------------------------------------------------------------- | ------------------------------ |
| Ala Kahakai National Historic Trail                                                   | Hawaï                          |
| Appalachian National Scenic Trail (een van de officiële Nationaal Park eenheden)      | Maine - Georgia                |
| Californië National Historic Trail                                                    | Missouri - Californië          |
| El Camino Real de Tierra Adentro National Historic Trail                              | New Mexico                     |
| Ice Age National Scenic Trail                                                         | Wisconsin                      |
| Juan Bautista de Anza National Historic Trail                                         | Arizona - Californië           |
| Lewis and Clark National Historic Trail                                               | Missouri - Oregon              |
| Mormon Pioneer National Historic Trail                                                | Missouri - Utah                |
| Natchez Trace National Scenic Trail (een van de officiële Nationaal Park eenheden)    | Mississippi - Tennessee        |
| North Country National Scenic Trail                                                   | New York - North Dakota        |
| Old Spanish National Historic Trail                                                   | New Mexico - Californië        |
| Oregon National Historic Trail                                                        | Missouri - Oregon              |
| Overmountain Victory National Historic Trail                                          | Tennessee - North Carolina     |
| Pony Express National Historic Trail                                                  | Missouri - Californië          |
| Potomac Heritage National Scenic Trail (een van de officiële Nationaal Park eenheden) | Washington D.C. - Pennsylvania |
| Santa Fe National Historic Trail                                                      | Missouri - New Mexico          |
| Selma to Montgomery National Historic Trail                                           | Alabama                        |
| Trail of Tears National Historic Trail                                                | Tennessee - Oklahoma           |

## National Cemeteries
De Meeste Nationale Begraafplaatsen worden beheerd door het Department of Veterans Affairs, enkele worden echter beheerd door de National Park Service en de U.S. Army. Geen enkele van de begraafplaatsen worden gerekend als een officiële eenheid van het nationaal park systeem, ze zijn allen aangesloten bij andere parken.
| Naam                              | Locatie         |
| --------------------------------- | --------------- |
| Andersonville National Cemetery   | Georgia         |
| Abraham Lincoln National Cemetery | Illinois        |
| Andrew Johnson National Cemetery  | Tennessee       |
| Antietam National Cemetery        | Maryland        |
| Arlington National Cemetery       | Virginia        |
| Battleground National Cemetery    | Washington D.C. |
| Chalmette National Cemetery       | Louisiana       |
| Custer National Cemetery          | Montana         |
| Fort Donelson National Cemetery   | Tennessee       |
| Fredericksburg National Cemetery  | Virginia        |
| Gettysburg National Cemetery      | Pennsylvania    |
| Poplar Grove National Cemetery    | Virginia        |
| Shiloh National Cemetery          | Tennessee       |
| Stones River National Cemetery    | Tennessee       |
| Vicksburg National Cemetery       | Mississippi     |
| Yorktown National Cemetery        | Virginia        |

### GewijzigdeNational Cemeteries
| Naam                          | Stichting         | Wijziging        | Resultaat                           |
| ----------------------------- | ----------------- | ---------------- | ----------------------------------- |
| Chattanooga National Cemetery | 10 augustus, 1933 | 7 december, 1944 | teruggegeven aan het War Department |

## National Heritage Areas
De National Park Service levert beperkte assistentie aan National Heritage Areas, maar beheert ze niet.

## Andere NPS Beschermde Gebieden en Administratieve Groepen
| Naam | Locatie         |
| --- | --------------- |
| Catoctin Mountain Park | Maryland        |
| Ice Age National Scientific Reserve (affiliated area) | Wisconsin       |
| International Peace Garden (affiliated area) | North Dakota    |
| Inupiat Heritage Center (affiliated area) | Alaska          |
| Maine Acadian Culture (affiliated area) | Maine           |

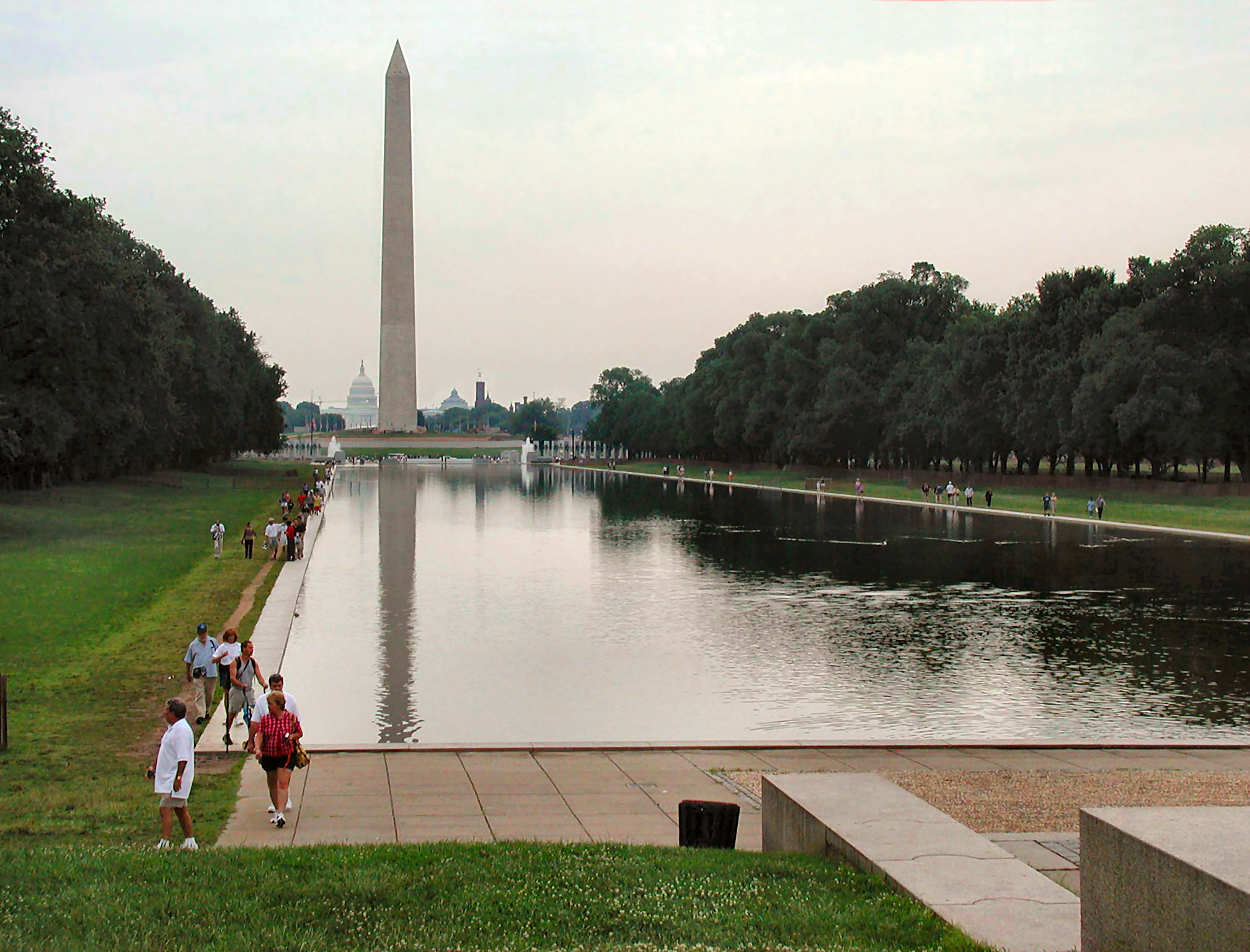
National Mall

| National Capital Parks-East - Anacostia Park - Baltimore-Washington Parkway - Capitol Hill Parks - Carter G. Woodson Home National Historic Site - Fort Dupont Park - Fort Foote Park - Fort Washington Park - Frederick Douglass National Historic Site - Greenbelt Park - Harmony Hall - Kenilworth Park and Aquatic Gardens - Mary McLeod Bethune Council House National Historic Site - Oxon Cove Park and Oxon Hill Farm - Oxon Run Parkway - Piscataway Park - Sewall-Belmont House National Historic Site (affiliated area) - Suitland Parkway                              | Washington D.C. |
| National Mall and Memorial Parks (National Capital Parks-Central) - African American Civil War Memorial - Constitution Gardens - East Potomac Park - Ford's Theatre National Historic Site - Franklin Delano Roosevelt Memorial - George Mason Memorial - Thomas Jefferson Memorial - John Ericsson National Memorial - Korean War Veterans Memorial - Lincoln Memorial - National Mall - Pennsylvania Avenue National Historic Site - Old Post Office Tower - United States Navy Memorial (affiliated area) - Vietnam Veterans Memorial - Washington Monument - West Potomac Park | Washington D.C. |
| New Jersey Coastal Heritage Trail Route (affiliated area) | New Jersey      |
| President's Park - Witte Huis | Washington D.C. |
| Prince William Forest Park | Virginia        |
| Rock Creek Park - Battleground National Cemetery - Meridian Hill Park - The Old Stone House - Peirce Mill - Rock Creek and Potomac Parkway | Washington D.C. |
| Roosevelt Campobello International Park (affiliated area) | Maine           |
| Wolf Trap National Park for the Performing Arts | Virginia        |